# Dasymalla
Dasymalla, biljni rod u porodici medićevki smješten je u tribus Chloantheae dio potporodice Prostantheroideae. Pripada mu 5 vrsta australskih endemskih grmova

## Etimologija
Latinsko ime roda Dasymalla potječe iz grčkog, gdje "dasus" znači "gust", a "mallus" znači "jabuka", što ukazuje na zamršene oblike rasta i plodna tijela biljke. Ovo ime savršeno opisuje gusto raspoređeno lišće i upečatljiv izgled njegovih plodova.

## Opći opis
Dasymalla je rod od pet vrsta cvjetnica iz porodice Lamiaceae i endem je Zapadne Australije. Biljke iz ovog roda su vunasti grmovi s pet latica spojenih u cjevasti cvijet s četiri prašnika nejednake duljine. Ove su vrste slične onima iz roda Pityrodia osim što plod ne otpušta svoje sjemenke kada sazri.

## Fizičke karakteristike
Navike rasta: mogu biti ili grmovi ili mala stabla, koja često dosežu visinu do 4 metra.
Lišće: Listovi su obično ovalni ili eliptični, sjajne teksture koja lijepo reflektira sunčevu svjetlost.
Cvjetovi: mali, neugledni cvjetovi cvjetaju u grozdovima, često pokazujući nijanse žute i bijele boje.

## Prepoznatljive osobine
Listovi su zbijeni jedno uz drugo, stvarajući bujan izgled. Lišće često ima glatke rubove i duboku zelenu boju, s jedinstvenim uzorcima žilica. Plodovi su male, mesnate bobice što je još jedna prepoznatljiva značajka, često svojim zaobljenim oblicima nalikuju minijaturnim jabukama.

## Ekološki značaj
Vrste Dasymalla igraju vitalnu ulogu u svojim ekosustavima. Oni ne samo da pružaju pokrov i stanište za razne životinje, već također doprinose stabilizaciji tla putem svojih korijenskih sustava. To zauzvrat podržava zdravlje okolne flore i faune. Nadalje, njihovi su plodovi važan izvor hrane za ptice i male sisavce, pomažući u širenju sjemena i razmnožavanju drugih biljnih vrsta.

## Preferirana klima i tlo
Ove otporne biljke uspijevaju u tropskim i suptropskim klimama, gdje im pogoduju tople temperature i dovoljna količina oborina. Preferiraju dobro drenirano tlo obogaćeno organskom tvari, ali se također mogu prilagoditi različitim vrstama tla. Vrste Dasymalla često uspijevaju u područjima s dobrom ravnotežom sunca i sjene.

## Rast i razmnožavanje
Navike rasta Dasymalla su fascinantne jer pokazuju i vegetativne i reproduktivne strategije. Obično se razmnožavaju sjemenkama koje sazrijevaju u svom prepoznatljivom plodu, ali se također mogu regenerirati iz reznica. Ove biljke obično cvjetaju tijekom kišne sezone, osiguravajući da njihovo sjeme ima najbolje šanse za klijanje u vlažnom tlu.

## Uobičajeni štetnici i bolesti
Biljke Dasymalla mogu postati žrtve uobičajenih štetočina kao što su lisne uši, ljuskari i brašnaste stjenice. Ovi štetnici mogu izazvati stres na biljkama, ali uz redovito praćenje i odgovarajuće strategije za suzbijanje štetnika, utjecaj se može ublažiti. Štoviše, mogu se pojaviti gljivične infekcije poput pepelnice, osobito u pretjerano vlažnim okruženjima, zbog čega je dobra cirkulacija zraka ključna za njihovo zdravlje.

## Ljudska upotreba
Kroz povijest, ljudi su koristili Dasymallu u razne svrhe. Njihovo gusto lišće može se koristiti za ukrasno uređenje krajolika, stvaranje bujnih vrtnih prostora ili prirodnih barijera. Osim toga, neke vrste imaju ljekovita svojstva, što ilustrira različite dobrobiti koje ove biljke nude.

## Status zaštite
Trenutačno mnoge vrste Dasymalla nisu široko poznate, što rezultira nedostatkom ciljanih napora za očuvanje. Međutim, gubitak staništa i promjene okoliša predstavljaju potencijalnu prijetnju njihovim populacijama. Inicijative za očuvanje usmjerene na očuvanje staništa i prakse održivog upravljanja mogu osigurati opstanak ove fascinantne vrste biljaka za buduće generacije.

## Zanimljive činjenice
Neke vrste Dasymalla mogu živjeti desetljećima, pružajući dugoročne ekološke koristi. Gust rast ovih biljaka može poboljšati kvalitetu zraka upijanjem zagađivača. Kulturne prakse u određenim regijama uključuju upotrebu Dasymalle u ceremonijama i tradicionalnoj medicini.

## Vrste
1. Dasymalla axillaris  Endl.
2. Dasymalla chorisepala  (Munir) B.J.Conn & Henwood
3. Dasymalla glutinosa  (Munir) B.J.Conn & Henwood
4. Dasymalla teckiana  (F.Muell.) B.J.Conn & Henwood
5. Dasymalla terminalis  Endl.